# Oldhøjtysk
Oldhøjtysk (tysk: Althochdeutsch, Ahd.) er den ældste kendte skriftlige form af højtysk. Oldhøjtysk blev sandsynligvis benyttet mellem 500 og 1050 e.v.t. De ældste længere tekster stammer fra tiden omkring 750, men kortere runeindskrifter kendes fra 6. århundrede. Det var ikke et enhedssprog sprog i moderne betydning, men omfattede en større gruppe af beslægtede vestgermanske dialekter, som alle blev talt syd for den såkaldte Benrath-linje. Disse dialekter adskilte sig fra de øvrige vestgermanske sprog gennem den højtyske lydforskydning. I det nordtyske lavland og Nederlandene fandt denne lydforskydning ikke sted. Sproget i de egne kaldes i stedet oldsaksisk.
Ordet ”tysk” optræder første gang i den middellatinske form ”theodisce” i 786. Herfra stammer en forordning om at beslutningerne i en kirkelig forsamling skal læses op ”tam latine quam theodisce”, dvs. ”både på latin og folkesproget” (tysk).
Oldhøjtysk blev efterfulgt af middelhøjtysk (fra år 1050) og nyhøjtysk (siden 1500).

## Karakteristik
Højtysk udviklede sig fra vestgermansk ca. slutningen af 5. århundrede og begyndelsen af 6. århundrede. Hovedforskellen mellem oldhøjtysk og de øvrige vestgermanske sprog er den lydforskydning de højtyske dialekter gennemgik på dette tidspunkt. Denne udvikling kan ikke dateres præcist, derfor bruges år 500 som en omtrentlig angivelse for sprogets opståen. [kilde mangler] Lydforskydningen betyder, at konsonantsystemet i højtysk fortsat adskiller sig fra de øvrige nutidige vestgermanske sprog, som fx engelsk, nedertysk og nederlandsk. Grammatisk forblev oldhøjtysk dog meget lig de samtidige vestgermanske sprog, som fx oldengelsk og oldsaksisk.
I midten af 11. århundrede var de mange vokaler i de tryksvage stavelser blevet reduceret til 'e'. Da denne type vokaler bl.a. blev brugt i navneordenes og verbernes grammatiske endelser medførte den udvikling en radikal simplificering af bøjningssystemet. Året 1050 anses derfor at være det tidspunkt, hvor middelhøjtysk opstod, selvom der ikke er blevet bevaret nogen tekster på tysk fra de følgende 100 år.
Eksempler på vokalreduktion i tryksvage stavelser:
| Oldhøjtysk | Middelhøjtysk | Dansk         |
| machôn     | machen        | at lave       |
| taga       | tage          | dage          |
| demu       | dem(e)        | til (det/den) |

(Den nyhøjtyske form at ordene svarer næsten til den middelhøjtyske form.)

## Dialekter
Der fandtes ingen standardform af oldhøjtysk, på samme måde som med moderne sprog; hver eneste af de tekster der kendes er skrevet i en særlig dialekt, eller i nogle tilfælde endda en blanding af flere dialekter. De dialektformer der kan spores i oldhøjtysk følger mere eller mindre de fordelinger der kendes fra senere perioder, og de fulgte hovedsageligt de territoriale afgrænsninger. De eneste eksempler på oldhøjtysk er dog udelukkende blevet skrevet i nogle få religiøse centre, og afspejler reelt derfor kun de sproglige forskelle mellem klostrene. Hvor meget de har afspejlet forskelle i den almindelige befolkning er derimod umuligt at afgøre. [kilde mangler]
De vigtigste oldhøjtyske dialektområder, og de biskopsæder og klostre de omfattede:
- Centraltyskland:
  - Middelfrankisk: Trier, Echternach, Køln
  - Rhinfrankisk: Lorsch, Speyer, Worms, Mainz, Frankfurt
  - Sydlig rhinfrankisk: Weissenburg im Elsaß
  - Østfrankisk: Fulda, Bamberg, Würzburg
  - Thüringen: (ingen tekster)
  - Vestfrankisk: beslægtede dialekter blandt frankerne i den nordlige Gallien

- Øvre Tyskland
  - Alemannisk: Murbach, Reichenau, Sankt Gallen. Strasbourg
  - Bairisk: Freising, Passau, Regensburg, Augsburg, Ebersberg, Wessobrunn, Tegernsee, Salzburg, Mondsee
  - Langobardisk: (fragmentarisk materiale, klassifikation som oldhøjtysk er usikker)

Der er flere væsentlige forskelle i den geografiske udbredelse af højtysk i moderne tid og af oldhøjtysk:
Der fandtes ingen tysktalende befolkning i hele området øst for floderne Elben og Saale i slutningen af 10. århundrede og begyndelsen af 11. århundrede. Før den tyske befolkningsvandring mod øst var dette område kun beboet af slavisktalende folkeslag.
De germanske frankere erobrede det nordlige Gallien ned til Loire, men siden opstod en stabil sproggrænse der fulgte floderne Maas og Mosel, da befolkningen mod vest efterhånden blev romaniseret. Etableringen af Frankerriget fandt sted samtidig med udviklingen af den højtyske lydforskydning; det betød dialekterne i rigets nordlige del (Nederlandene), som ikke var omfattet af lydforskydningen, var forskellige fra dem i den sydlige del, som var omfattet af den.
Den langobardiske dialekt, der blev brugt af de longobardere som invaderede Norditalien i 6. århundrede, tilhørte formodentligt den højtyske gruppe. Der findes imidlertid kun meget få levn af deres sprog udover nogle stednavne, enkeltord i latinske tekster og inskriptioner. Området bebos i dag hovedsageligt af italiensktalende.
Med Karl den Stores erobring af langobardernes rige i 776 var størsteparten af de germanske folkeslag (eksklusiv England og Skandinavien) blevet inkorporeret i Frankerriget. Alligevel førte denne forening ikke til dannelsen af et standardiseret tysk sprog, hvilket hovedsageligt hang sammen med at både den kejserlige administration og kirken udelukkende brugte latin.

## Skrifter
I den tidligste fase af perioden foregik der en intens missionsvirksomhed i det område, hvor højtysk udviklede sig. Den romerske magt i de vestromerske provinser var kollapset, og nye germanske kongeriger var opstået i Romerrigets sted. Omkring 800 var hele Frankerriget i princippet blevet kristent. Skriftkyndighed var hovedsageligt forbeholdt kirkelige kredse, og alle de manuskripter som indeholdt tekster forfattet på oldhøjtysk blev skrevet i scriptorier af skrivere der hovedsageligt skrev på latin frem for folkesproget. De bevarede tekster er derfor af religiøs karaktér og indbefatter et stort latinsk ordforråd; faktisk er de fleste af disse tekster oversættelser af oprindeligt latinske tekster. De få eksempler på verdslig]e værker der kendes i dag, er som oftest blevet bevaret fordi de blev nedskrevet på den overskydende plads i religiøse bøger; det gælder fx Hildebrandslied.
Abrogans anses almindeligvis for at være den ældste bevarede tekst skrevet på oldhøjtysk, det er et latin-oldhøjtysk glosar, og dets tilblivelse dateres til mellem 750 og 780, formentlig i Reichenau. Merseburg-versene' fra 8. århundrede er de eneste bevarede eksempler på germansk før-kristen litteratur. Hildebrandslied og prædikenen fra Wessobrunn stammer fra 9. århundredes manuskripter, men er måske afskrifter af ældre kopier.
Digtet Muspilli fra Bayern er det eneste bevarede eksempel på en sandsynligvis udbredt mundtlig tradition fra ældre tid. Andre væsentlige værker er Otfrid af Weissenburgs Evangelienbuch, det korte Ludwigslied og Georgslied fra 9. århundrede.

## Teksteksempler
Disse fire udgaver af Fader vor i fire forskellige oldhøjtyske dialekter er oversættelser af en liturgisk tekst, og viser de dialektale forskelle mellem forskellige regioner.
| Alemannisk, 8. århundrede | Frankisk, sydlige Rhinområde, 9. århundrede | Østfrankisk, ca. 830 | Bayersk, tidlige 9. århundre |
| Fadervor fra St. Gallen | Katekismus fra Weissenburg | Tatian | Fadervor fra Freising |
| --- | --- | --- | --- |
| Fater unseer, thu pist in himile, uuihi namun dinan, qhueme rihhi diin, uuerde uuillo diin, so in himile sosa in erdu. prooth unseer emezzihic kip uns hiutu, oblaz uns sculdi unsero, so uuir oblazem uns skuldikem, enti ni unsih firleiti in khorunka, uzzer losi unsih fona ubile. | Fater unsēr, thu in himilom bist, giuuīhit sī namo thīn. quaeme rīchi thīn. uuerdhe uuilleo thīn, sama sō in himile endi in erthu. Brooth unseraz emezzīgaz gib uns hiutu. endi farlāz uns sculdhi unsero, sama sō uuir farlāzzēm scolōm unserēm. endi ni gileidi unsih in costunga. auh arlōsi unsih fona ubile. | Fater unser, thū thār bist in himile, sī geheilagōt thīn namo, queme thīn rīhhi, sī thīn uuillo, sō her in himile ist, sō sī her in erdu, unsar brōt tagalīhhaz gib uns hiutu, inti furlāz uns unsara sculdi sō uuir furlāzemēs unsarēn sculdīgōn, inti ni gileitēst unsih in costunga, ūzouh arlōsi unsih fon ubile. | Fater unser, du pist in himilum. Kauuihit si namo din. Piqhueme rihhi din, Uuesa din uuillo, sama so in himile est, sama in erdu. Pilipi unsraz emizzigaz kip uns eogauuanna. Enti flaz uns unsro sculdi, sama so uuir flazzames unsrem scolom. Enti ni princ unsih in chorunka. Uzzan kaneri unsih fona allem sunton. |

Kilde: Braune/Ebbinghaus, Althochdeutsches Lesebuch, 17. udgave (Niemeyer, 1994)

## Fodnoter
1. ↑  Oldhøjtysk udviklede sig i middelalderen til middelhøjtysk